# Picramniaceae
Picramniaceae är en familj av tvåhjärtbladiga växter. Picramniaceae ingår i ordningen Picramniales, klassen tvåhjärtbladiga blomväxter, fylumet kärlväxter och riket växter. Enligt Catalogue of Life omfattar familjen Picramniaceae 55 arter. 
Picramniaceae är enda familjen i ordningen Picramniales.
Kladogram enligt Catalogue of Life:
| Picramniaceae | \| \| Alvaradoa \| \| \| \| \| \| Nothotalisia \| \| \| \| \| \| Picramnia \| \| \| \| |
|               | \| \| Alvaradoa \| \| \| \| \| \| Nothotalisia \| \| \| \| \| \| Picramnia \| \| \| \| |
|               | Alvaradoa                                                                              |
|               |                                                                                        |
|               | Nothotalisia                                                                           |
|               |                                                                                        |
|               | Picramnia                                                                              |
|               |                                                                                        |

## Bildgalleri

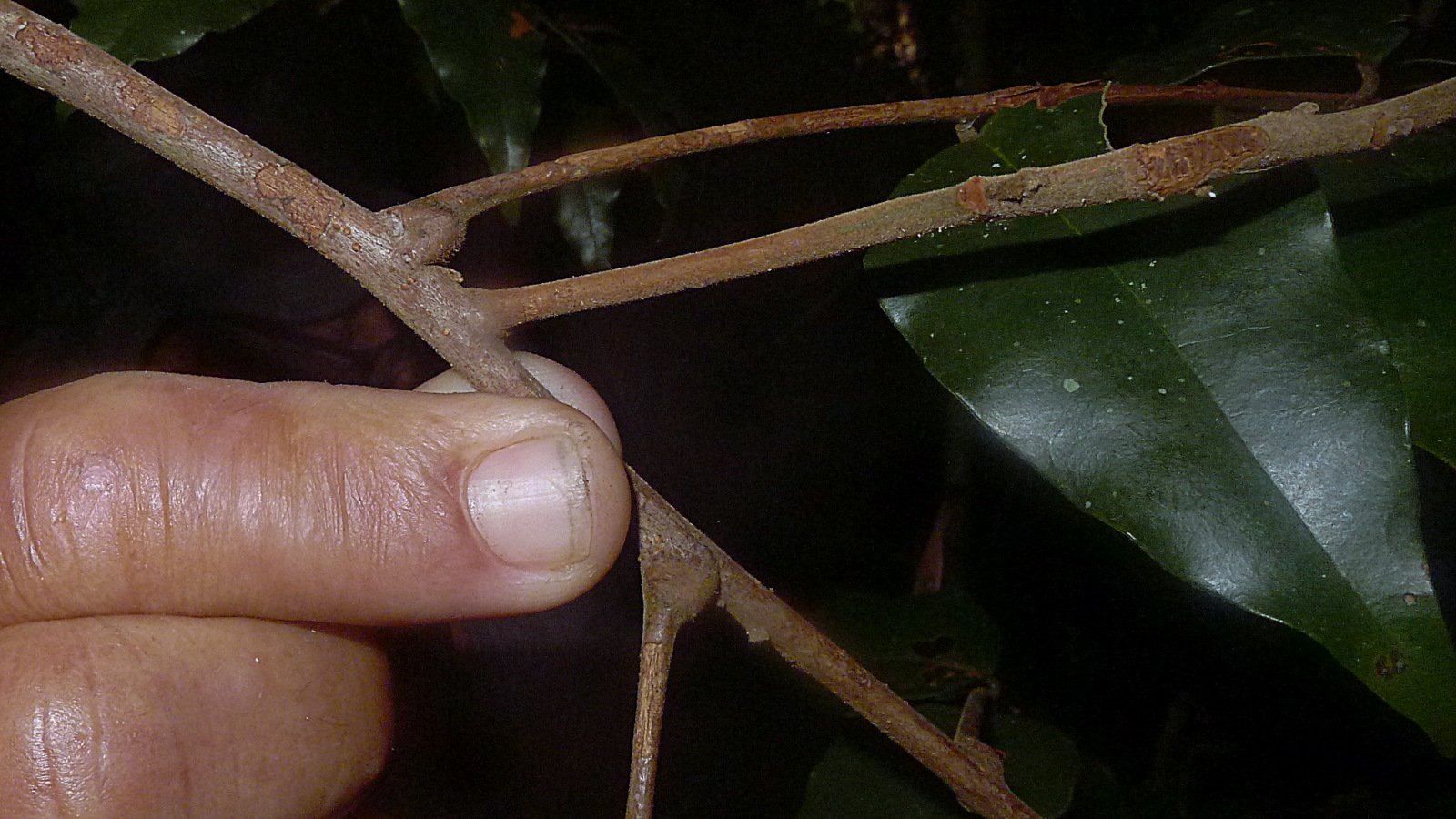
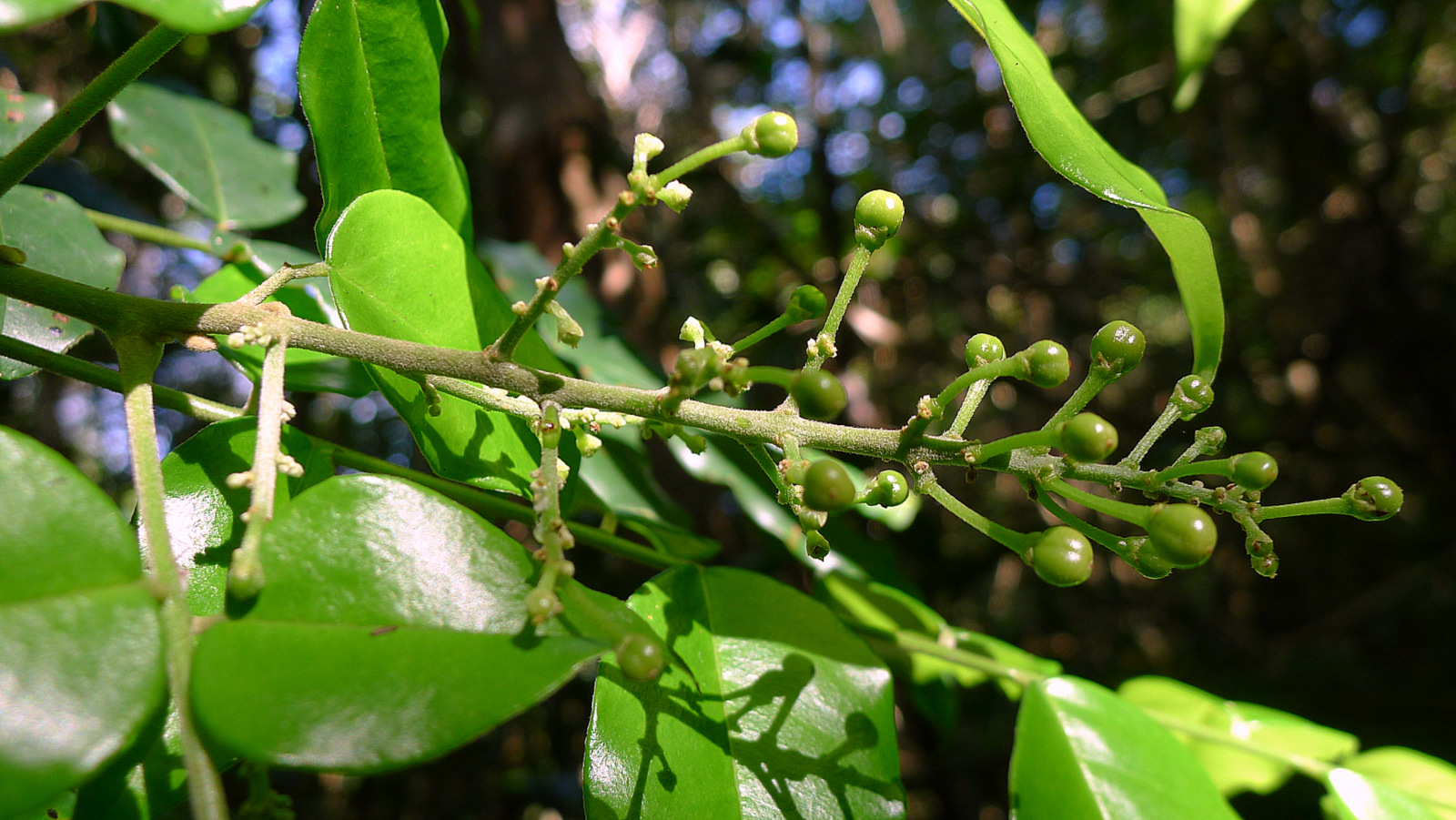
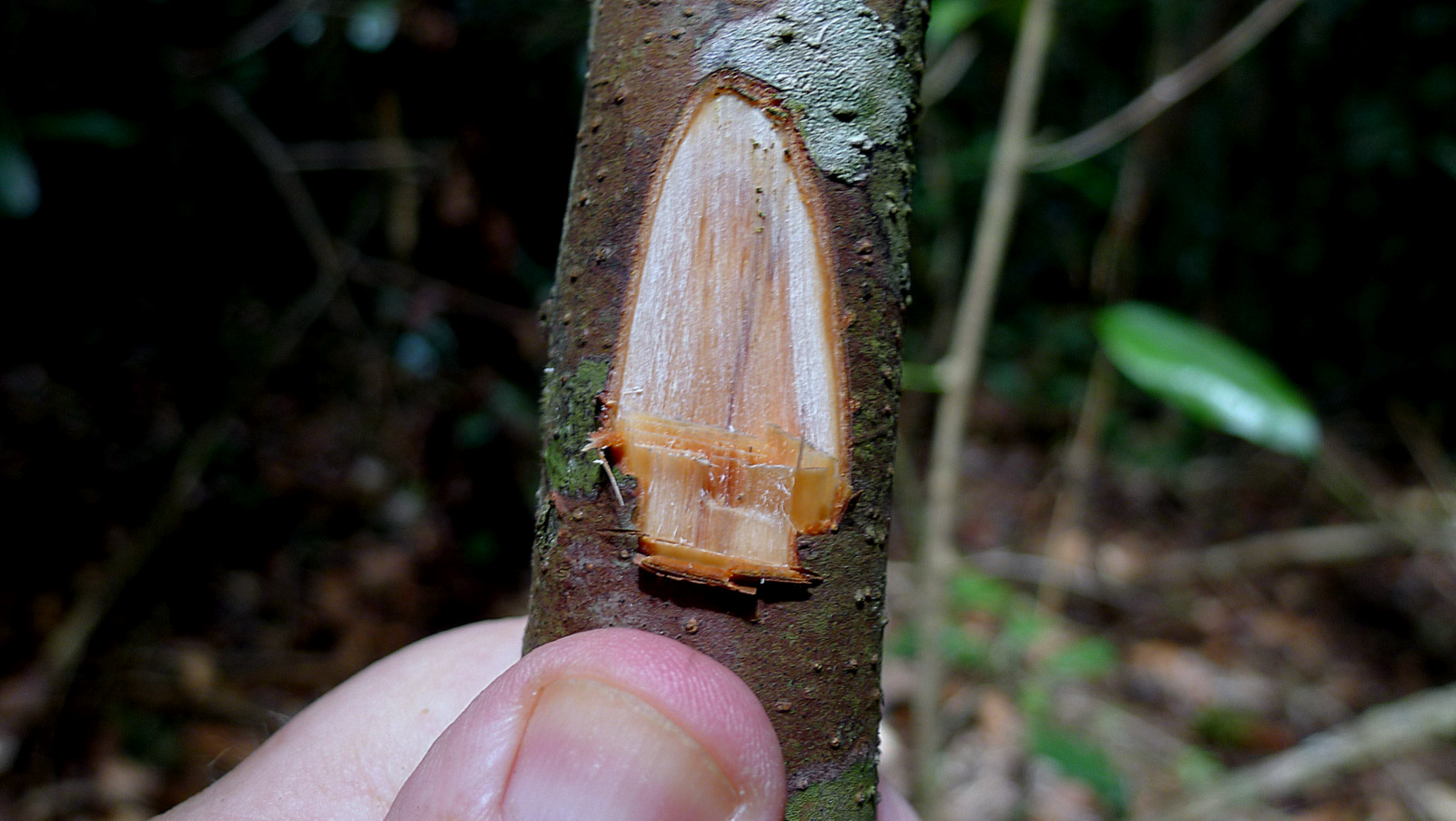
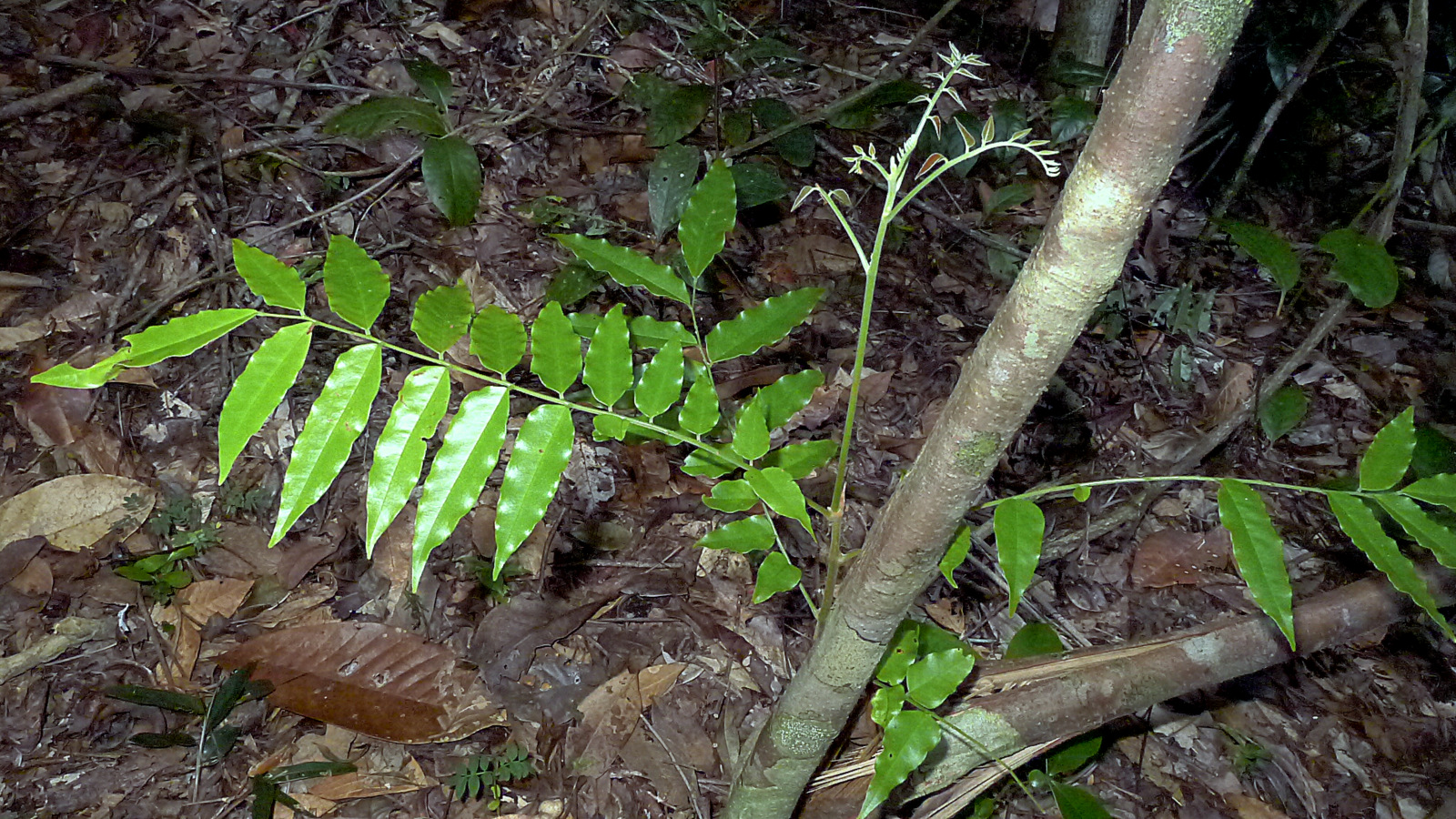
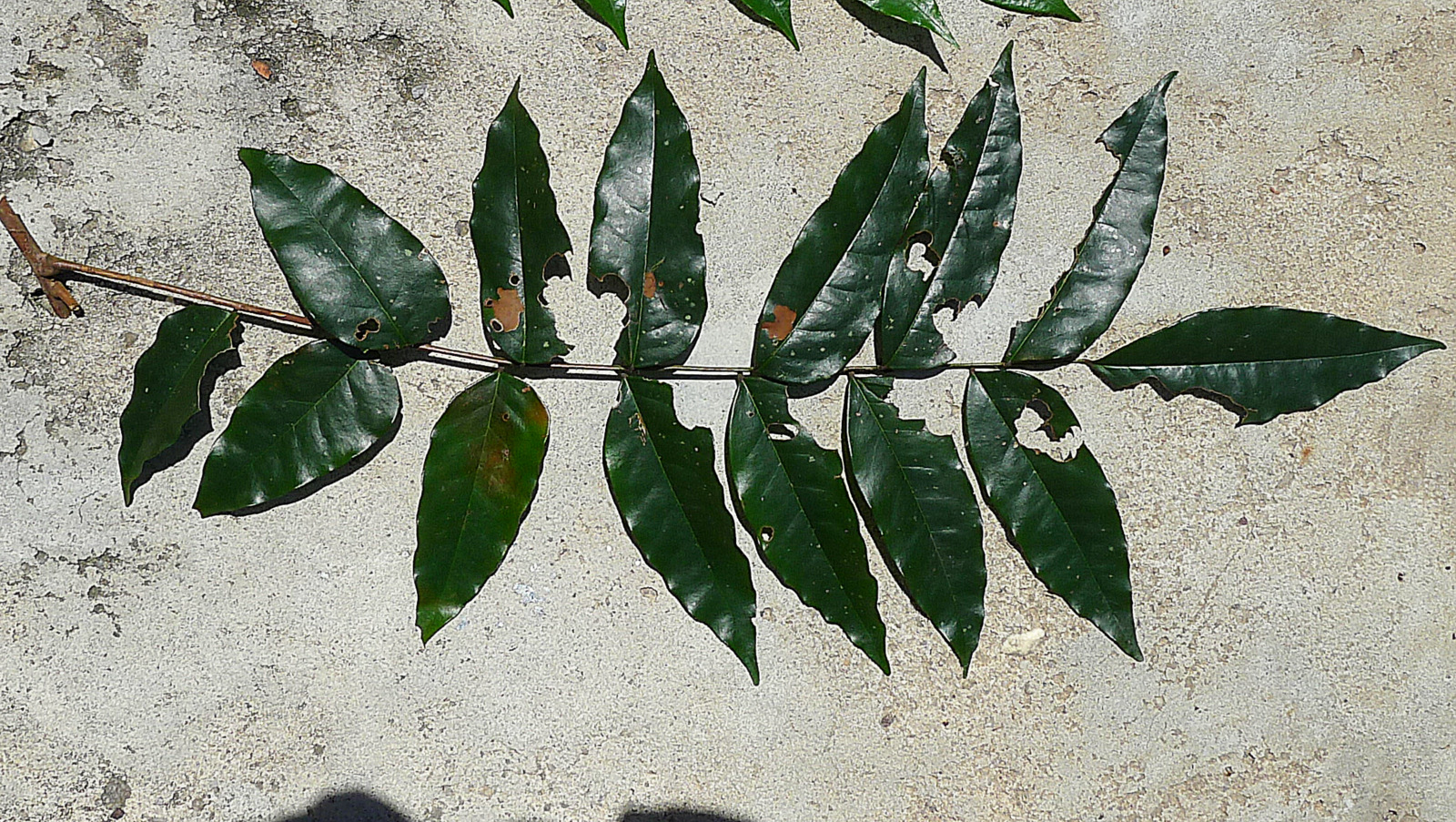
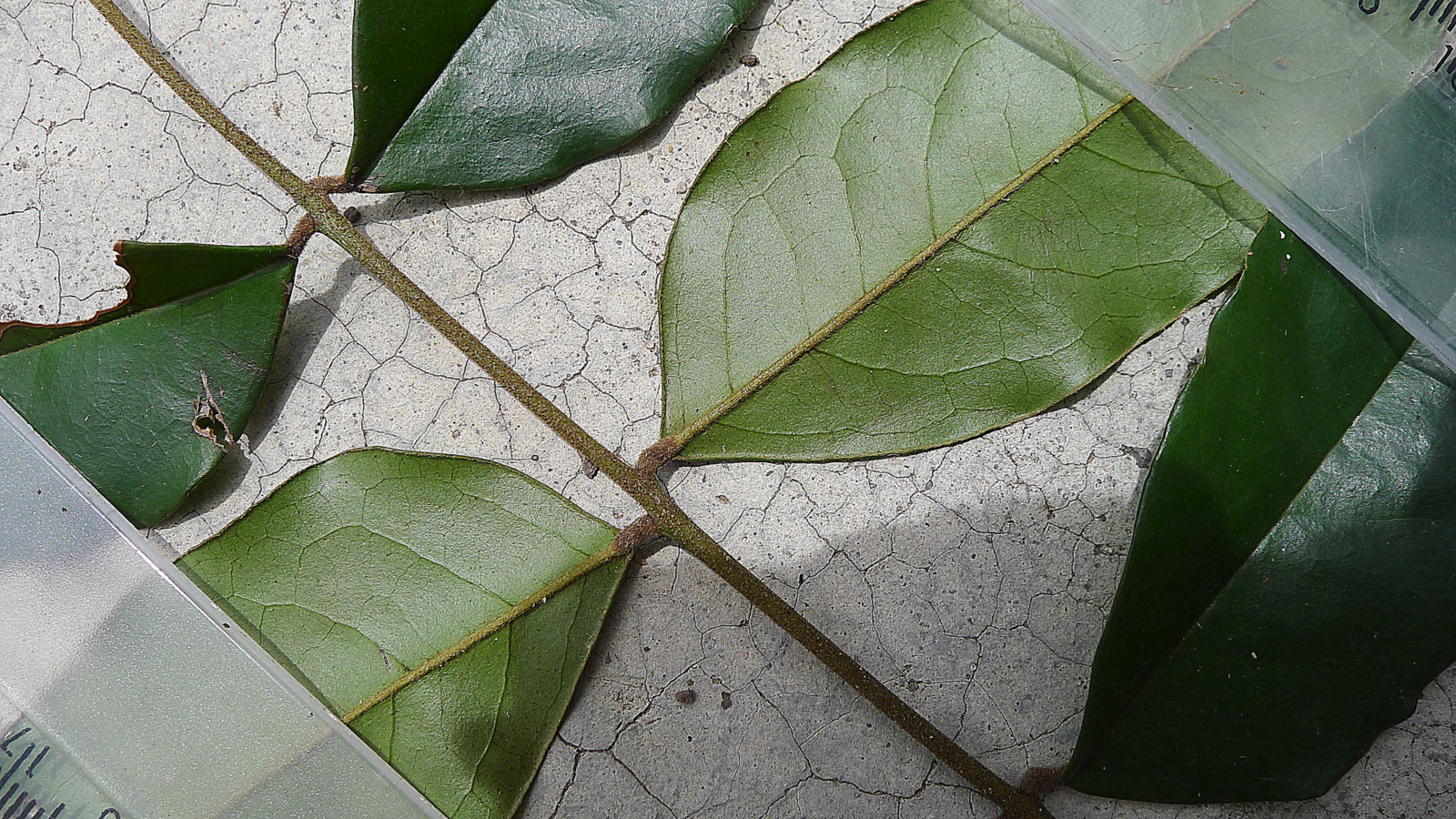